# SSC Tuatara
SSC Tuatara — гиперкар американской компании Shelby Super Cars. Прототип официально был представлен в 2011 году в Китае в городе Шанхае совместно с открытием там официального дилера SSC Asia. В Северной Америке автомобиль был представлен на ежегодном конкурсе Пеблл Бич в городе Монтерей. Компанией позиционируется как потенциальный быстрейший в мире автомобиль серийного производства. Производство запущено в 2014 году и продолжается по сей день.

## История создания
Tuatara является вторым гиперкаром компании Shelby Super Cars. Идея создания нового суперкара пришла компании SSC после установления 4 июля 2010 года нового мирового рекорда скорости другим суперкаром — Bugatti Veyron Super Sport. До этого момента компания уже обладала мировым рекордом скорости, установленным суперкаром SSC Ultimate Aero TT.
Дизайн автомобиля создал шеф-дизайнер шведской компании SAAB Джейсон Кастриота.
Долгое время автомобиль носил рабочее название SSC Ultimate Aero TT 2, пока компания не решила дать ему имя Tuatara. Название происходит от рептилии туатара, обитающей на островах Новой Зеландии. На языке маори tuatara означает «пики на спине», что соответствует описанию крыльев, установленных на задней части автомобиля. Ещё одним поводом для использования названия служит особенность рептилии туатары: изменение её ДНК происходит очень быстро. Таким образом, компания Shelby Super Cars подчёркивает, что новый автомобиль обладает рядом отличий от предыдущего суперкара SSC Ultimate Aero TT.
В субботу 10 октября 2020 года, на 11-километровом участке шоссе State Route 160 в Неваде SSC Tuatara установил 508,73 км/ч. В зачёт пошло среднее арифметическое значение результатов двух заездов. И если в первом британец Оливер Уэбб разогнал Туатару до 484,53 км/ч, то при движении в обратную сторону достиг скорости 532,93 км/ч. SSC North America при этом позже призналась, что видеозапись «рекорда» была смонтированной от чего рекорд не был зарегистрирован.

## Технические характеристики
SSC Tuatara оснащается двигателем V8 с двойным турбонаддувом мощностью 1350 л. с. (при 6800 об/мин) при работе на обычном бензине и 1774 л. с. на гоночном топливе Е85.
Масса двигателя составит 194 кг. Он агрегатируется 7-ступенчатой механической коробкой передач H-Pattern, либо 7-ступенчатой секвентальной роботизированной коробкой передач SMG, оборудованной тройным диском сцепления.
Автомобиль оборудован разработанными по специальному заказу углерод-керамическими тормозными дисками. Колёсные диски автомобиля выполнены из карбона и весят 5,8 кг каждый. Также суперкар оснащён контролем тяги и системой ABS.
Максимальная скорость автомобиля по словам компании составит 443 км/ч (теоретическая) Разгон с 0 до 100 км/ч будет осуществляться за 2,5 с..

## В культуре
8 февраля 2018 года на интернет-площадке YouTube был выложен клип АЗА#ZLO feat. Линник - SSC Tuatara